# Pomacanthus annularis
El Pomacanthus annularis es una especie de pez marino perciforme pomacántido. 
Su nombre más común en inglés es Bluering angelfish, o Pez ángel de anillo azul.
Es una especie ampliamente distribuida, común en muchas partes de su rango de distribución geográfica, y con poblaciones estables. También es una especie  exportada desde Sri Lanka para el comercio de acuariofilia.

## Morfología
Es un pez ángel típico, con un cuerpo corto y comprimido lateralmente, y una pequeña boca con dientes como cepillos. Tiene 13 espinas dorsales, entre 20 y 21 radios blandos dorsales, 3 espinas anales y 20 radios blandos anales. Cuenta con una robusta espina en el opérculo braquial. La aleta dorsal de los adultos cuenta normalmente con un filamento en su ángulo posterior.
De adulto, la coloración base del cuerpo y las aletas es marrón dorado o naranja, y tiene una serie de rayas curvas bien espaciadas, de color azul, cubriendo el cuerpo. Cuenta también con dos rayas azules atravesándole la cara. Encima de la aleta pectoral tiene un anillo, también azul, que da origen al nombre común. La aleta caudal es blanca.
Los especímenes jóvenes, como suele ser habitual en el género, tienen la coloración de la cabeza, cuerpo y aletas negra, y añaden a su librea rayas blancas verticales y curvadas hacia atrás, con otras azules, más estrechas, entre las blancas.

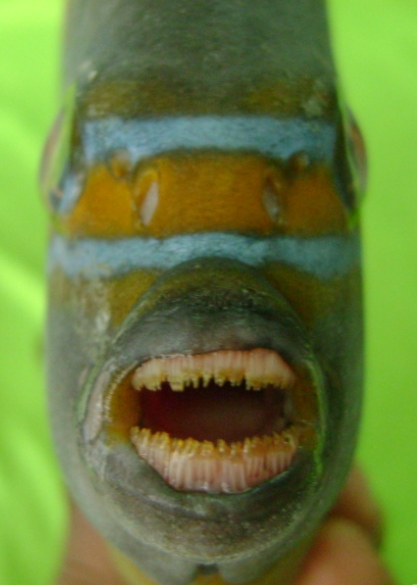
Vista frontal de dentadura, Pomacanthus annularis
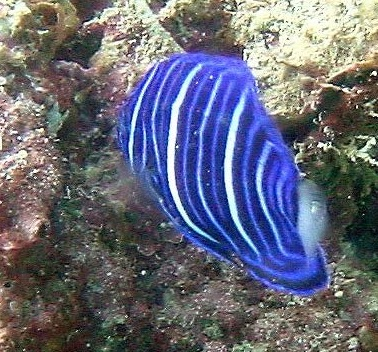
Pomacanthus annularis juvenil
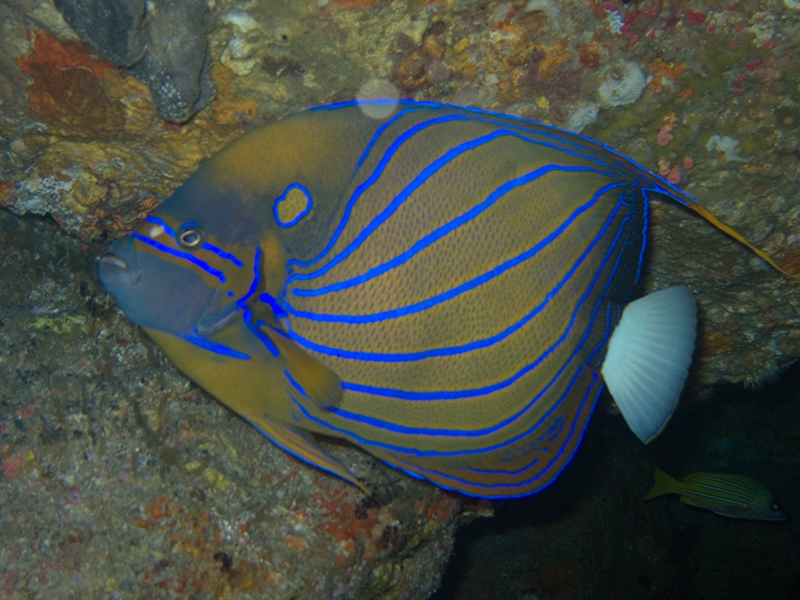
Pomacanthus annularis adulto

Los machos, que son mayores que las hembras, miden hasta 45 centímetros de largo, aunque su tamaño más normal en machos adultos es de 30 cm.

## Hábitat y comportamiento
Es una especie nerítica, asociada a arrecifes y clasificada como no migratoria. Frecuenta arrecifes costeros, y áreas adyacentes arenosas. En ocasiones se encuentra en cuevas, pecios o bajo embarcaderos de puertos. Con frecuencia se les ve en aguas turbias.
Su rango de profundidad es entre 1 y 60 metros.
Los juveniles se localizan en aguas muy superficiales. Los adultos ocurren en parejas o solitarios.

## Distribución geográfica
Se distribuye en el océano Indo-Pacífico. Es especie nativa de Australia; Bangladés; Birmania; Camboya; Filipinas; Hong Kong; India (Andaman Is., Nicobar Is.); Indonesia; Japón; Malasia; Maldivas; Mozambique; Pakistán; Papúa Nueva Guinea; Singapur; islas Salomón; Sri Lanka; Taiwán; Tailandia y Vietnam.

## Alimentación
El pez ángel de anillo azul es omnívoro, y se alimenta durante el día, principalmente de esponjas, tunicados y algas.

## Reproducción
Esta especie es dioica, ovípara y monógama.
La fertilización es externa, desovando en parejas. Las larvas son pelágicas.
No cuidan a sus alevines.

## Galería

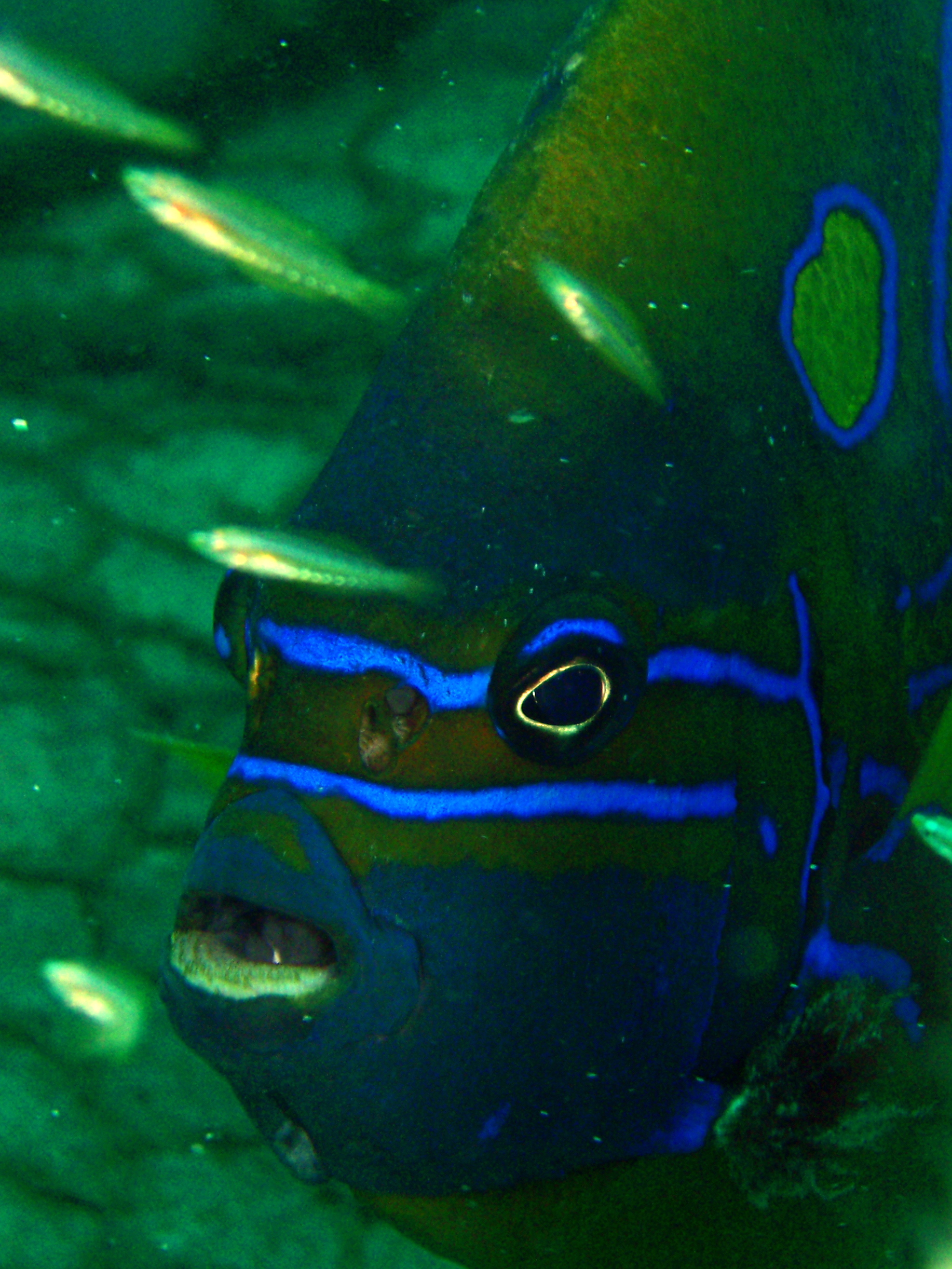
En Pulau Perhentian, Malasia
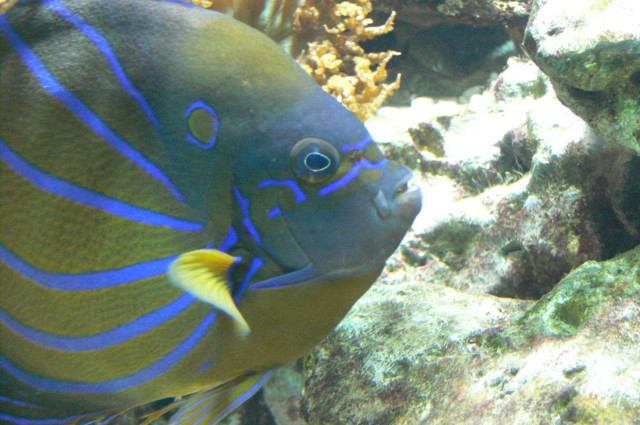
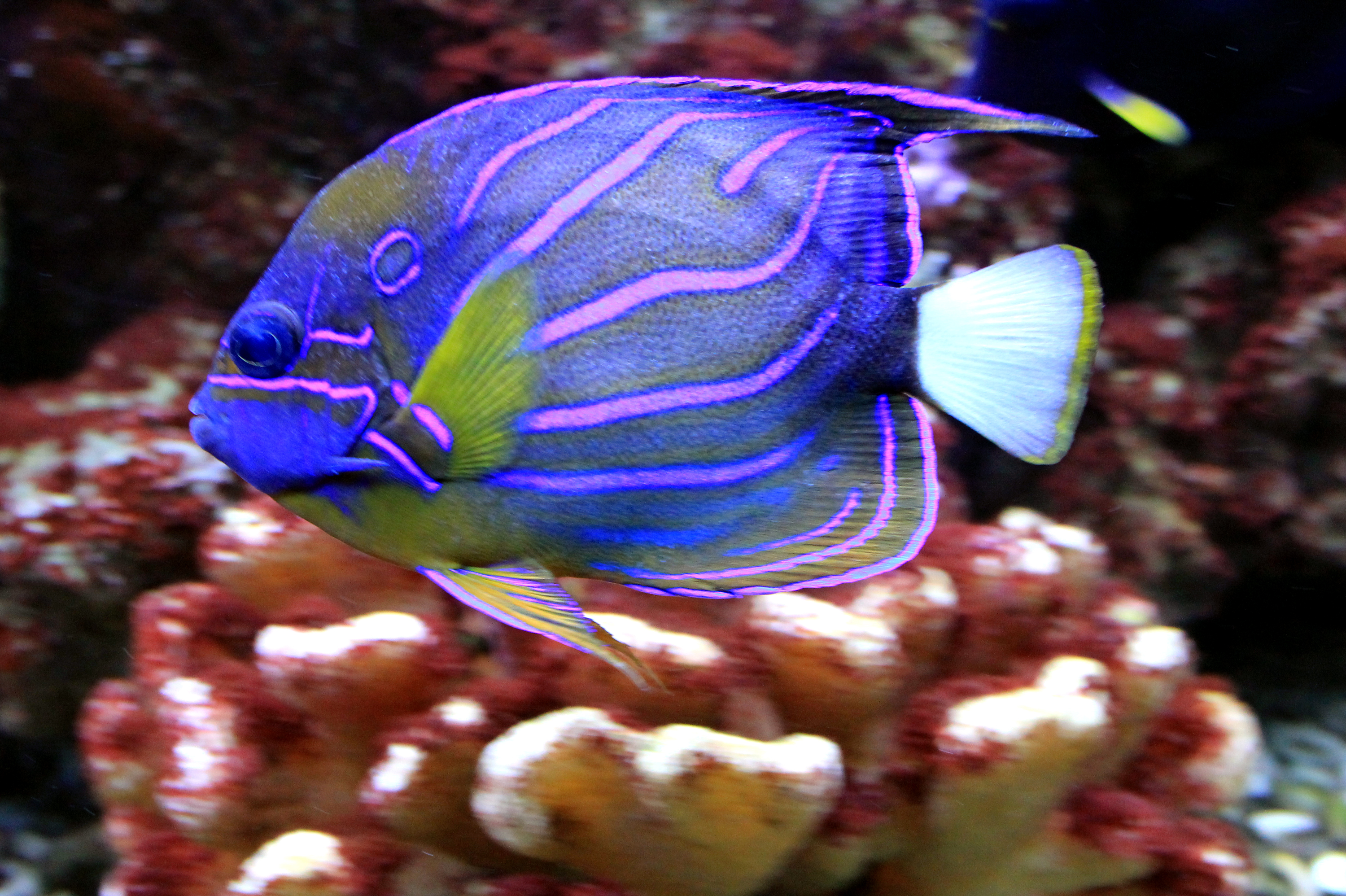
En el acuario de Praga, Chequia
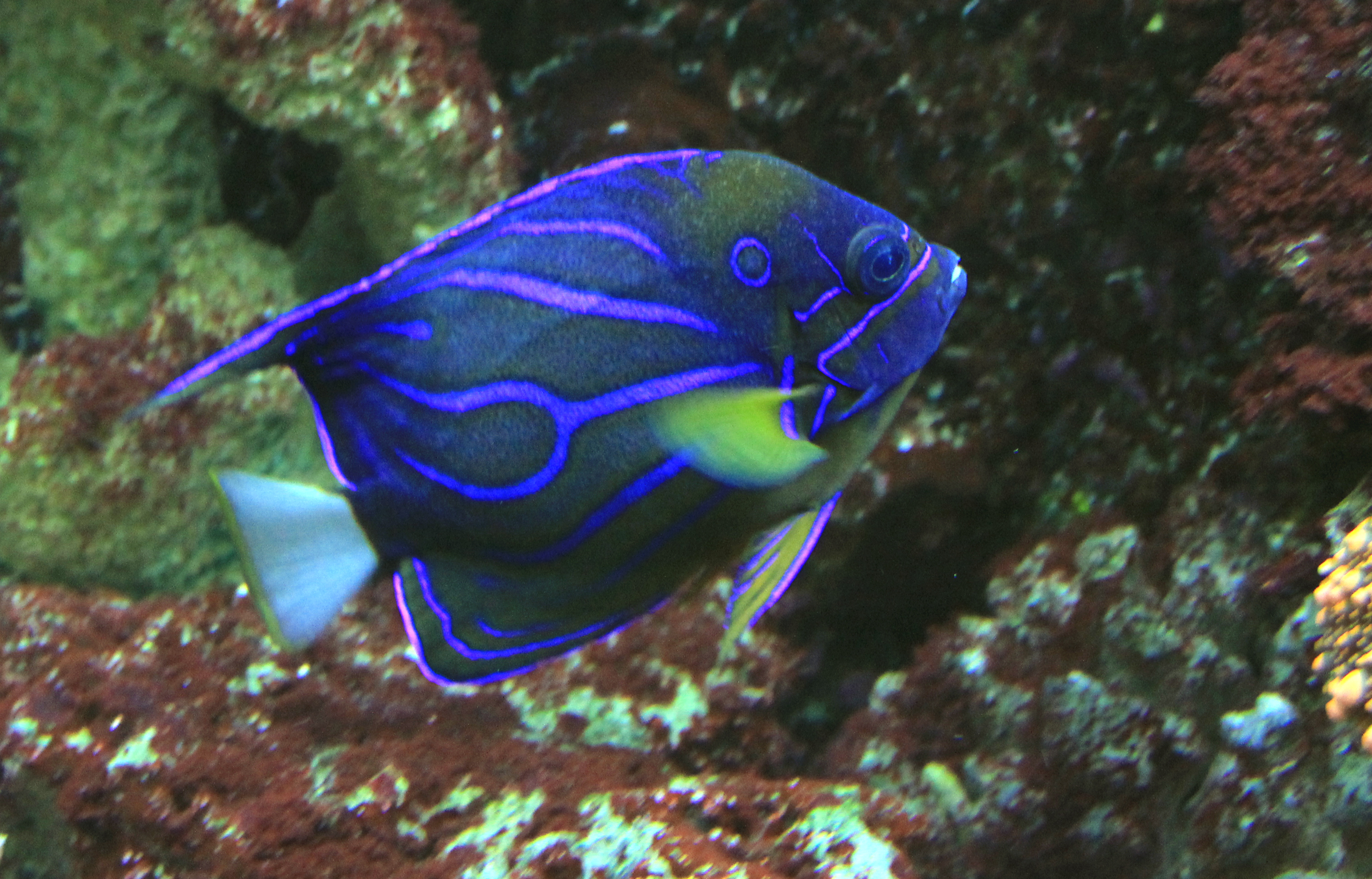
En el acuario de Praga, Chequia
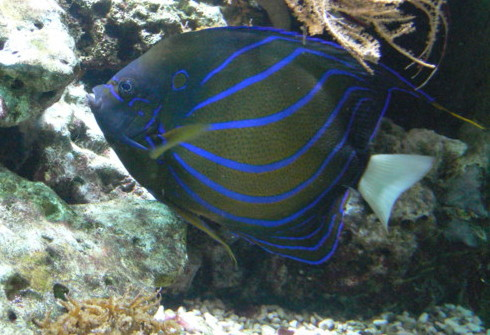
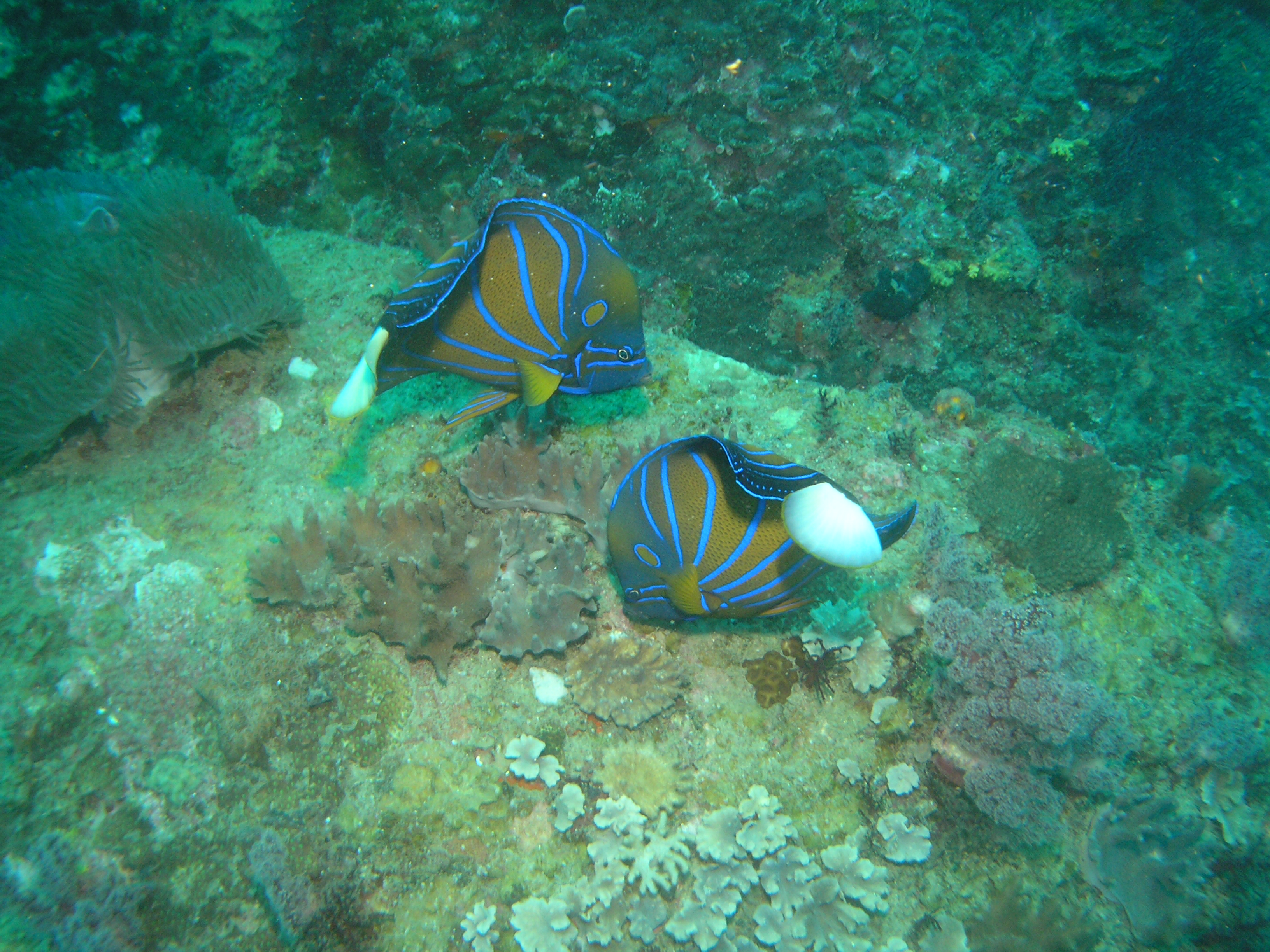
Pareja de P. annularis alimentándose sobre una colonia de Discosoma
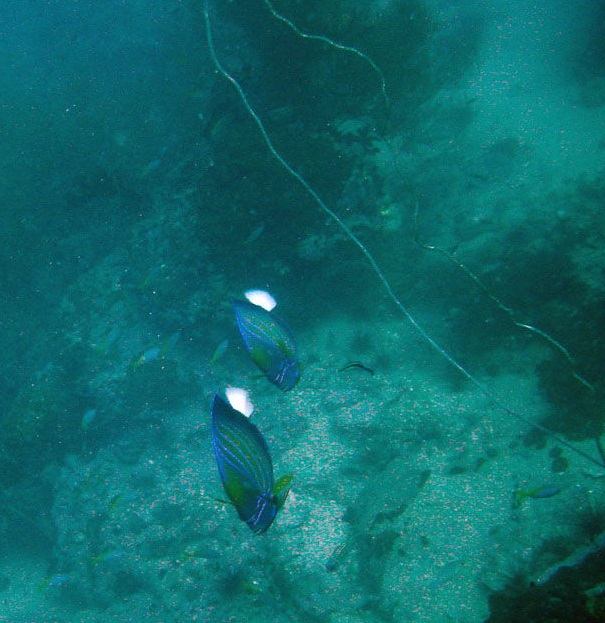
Pareja de P. annularis en Tailandia